# Police Quest III: The Kindred
Police Quest III: The Kindred is een point-and-click-avonturenspel van Sierra On-Line en werd in 1991 uitgebracht. Het is het derde spel uit de Police Quest-serie. Tevens is het ook het laatste spel dat werd ontworpen door Jim Walls en waar de speler het hoofdpersonage Sonny Bonds bestuurt.

## Spelbesturing
Police Quest III gebruikt een volledige point-and-click interface in tegenstelling tot de voorgaande spellen uit de reeks waar de gebruiker commando's diende in te typen via het toetsenbord. Hoewel het overgrote deel van het spel kan beschouwd worden als een avonturenspel, zijn er toch enkele actiescènes waar de speler zijn wapen dient te gebruiken om tegenstanders uit te schakelen.

## Verhaal
Op het einde van het vorige spel vroeg Sonny Bonds zijn vriendin Marie Wilkins ten huwelijk. Bij start van dit spel zijn zij reeds getrouwd en werd Sonny gepromoveerd tot sergeant in het politiekorps van het fictieve stadje Lytton. Lytton is een zeer onveilige stad geworden waar de misdaad exponentieel is gestegen. Op een dag wordt Marie neergestoken op een parking. Sonny start een onderzoek naar deze misdaad. Hij ontdekt dat er in Lytton een drugsbende is die in cocaïne handelt. Daarnaast blijkt deze bende aan satanische rituelen te doen. Ook Sonny zijn collega en partner is corrupt en betrokken bij de drugshandel. Uiteindelijk achterhaalt Sonny dat de bende wordt geleid door Michael Baines, de broer van Jessie die Sonny op het einde van Police Quest II: The Vengeance heeft doodgeschoten.